# Pichia thermomethanolica
Pichia thermomethanolica är en svampart som beskrevs av Limtong, Srisuk, Yongman., Yurim., Nakase & N. Kato 2005. Pichia thermomethanolica ingår i släktet Pichia och familjen Pichiaceae.   Inga underarter finns listade i Catalogue of Life.